# The Three Friends and Jerry
The Three Friends and Jerry (no Brasil:Os Três Amigos e Jerry e em Portugal: Os Três Amigos e o Andre) foi uma  série animada televisiva transmitida originalmente entre 1998 e 1999. A série é uma co-produção Sueca/Britânica e foi criada pelo sueco Magnus Carlsson. Foi transmitida nos Estados Unidos pela Fox Família e pela Nickelodeon no Reino Unido, Brasil e América Latina e RTP2 em Portugal.

## Protagonista
Jerry é um garoto novo na cidade que é diferente dos seus colegas. Esta série mostra suas tentativas para tentar ser desejado pelos "três amigos", que não querem que seja parte do seu grupo, mas mesmo assim deixam-o sair com eles, enquanto Jerry ajudam-nos a resolver os seus problemas. Eles, entretanto tentam se aproximar de um grupo de meninas da cidade, sem obter sucesso e sendo chamados "Ponks".

## Personagens
- Frank
- Eric
- Thomas
- Jerry
- Linda
- Mimi
- Tess
- Oscar
- A Professora
- O Oficial
- Pai e mãe de Frank
- Pai de Jerry
- Roy (pai de Mimi)